# Matt Siddall
Matthew „Matt“ Siddall (* 26. September 1984 in North Vancouver, British Columbia) ist ein kanadischer Eishockeyspieler, der zuletzt für die Dresdner Eislöwen in der DEL2 spielte.

## Karriere
Matt Siddall spielte in der kanadischen Juniorenliga BCHL und ab 2004 vier Saisonen mit seiner Universitätsmannschaft in der NCAA. 2004 wurde er auch von den Atlanta Thrashers für die höchste Profiliga NHL gedraftet, kam jedoch nie in dieser Spielklasse zum Einsatz. In der Saison 2008/09 bestritt er lediglich 20 Einsätze für das Farmteam der Thrashers, die Chicago Wolves aus der zweithöchsten Liga AHL. Mit den Gwinnett Gladiators aus Georgia und den Victoria Salmon Kings aus British Columbia spielte er in der ECHL, einer Liga deren Mannschaften vorwiegend aus dem Osten der USA stammen. Sein größter dortiger Erfolg war das Erreichen der Conference Finals mit den Salmon Kings 2010/11.
2011 wechselte Siddall nach Europa und gab seinen Einstand beim schottischen Verein Fife Flyers in der EIHL, der höchsten Spielklasse des britischen Eishockeys. Nebenbei fungierte er auch als Assistenztrainer des Vereins. Nach 32 Spielen mit 16 Toren und 15 Vorlagen, verstärkte er zu Jahresbeginn 2012 die Offensive des kroatischen Vereins Medveščak Zagreb aus der EBEL, der damit den Ausfall von Pascal Morency kaschierte. Mit den Zagrebern erreichte er 2012 den zweiten Platz der Hauptrunde und das Halbfinale der Play-offs. 
Anschließend stand er für den italienischen Verein SG Cortina in der Serie A auf dem Eis und kam auf 43 Scorerpunkte in 34 Einsätzen, ehe ihn eine Handverletzung während einer Partie gegen SG Pontebba aus der laufenden Saison warf. Ab Mitte 2013 verstärkte er den Kader der „Rittner Buam“ aus Südtirol und kam auf 57 Einsätze, wobei er 41 Tore und 28 Vorlagen erzielte. Er hatte damit einen gewichtigen Anteil am Gewinn der Italienischen Meisterschaft und des Coppa Italia.
Es folgte eine erfolglose Saison beim Tiroler EBEL-Verein HC Innsbruck, ehe er für 2015/16 vom Vorarlberger Ligakonkurrenten Dornbirn verpflichtet wurde. In der Hauptrunde steuerte er 19 Tore bei und lag damit zusammen mit Vereinskollege Chris D’Alvise und Manuel Geier vom KAC auf dem vierten Platz der Torschützenliste der Liga. Zudem sammelte Siddall mit 125 Strafminuten die drittmeisten Penalty Minutes der Liga. Im Dezember 2016 wurde er vom DEC entlassen und unterschrieb einen Vertrag bei den EC Graz 99ers, da diese den langzeitverletzten Stephen Werner abmelden mussten.
Im Sommer 2017 wurde er von den Dresdner Eislöwen aus der DEL2 verpflichtet, konnte dort aber die Erwartungen nicht erfüllen und erhielt daher 2018 keinen neuen Vertrag.

## Erfolge und Auszeichnungen
- 2014 Italienischer Meister und Gewinner der Coppa Italia mit dem Verein SV Ritten-Renon